# Ughià
L'ughià, ugiya o ukia (dall'arabo ﻭﻗﻴـة, Uqiyya) era una unità di misura di massa usata nell'Impero ottomano.
In Tripolitania, corrispondeva a ¼ di occa, cioè circa 0,3205 kg, ma il suo valore variava se si trattava di seta o argento (circa 0,3067 kg) e cambiava il nome in ukie nel caso di penne di struzzo.
Nel Sudan corrispondeva a 12 dirham:
- una unità di massa pari a circa 37,4 gr
- una unità di capacità pari a circa 37,5 millilitri